# Vickers Windsor
Vickers Windsor là một loại máy bay ném bom hạng nặng 4 động cơ của Anh trong Chiến tranh thế giới II. Do Barnes Wallis và Rex Pierson thiết kế. Chế tạo tại nhà máy của hãng Vickers-Armstrongs.

## Biến thể
Type 447
Type 457
Type 461

## Quốc gia sử dụng
Anh Quốc
- Không quân Hoàng gia

## Tính năng kỹ chiến thuật (Vickers Windsor Type 447)
Dữ liệu lấy từ Vickers Aircraft since 1908
Đặc điểm tổng quát
- Kíp lái: 6-7[2]
- Chiều dài: 76 ft 10 in (23,43 m)
- Sải cánh: 117 ft 2 in (35,71 m)
- Chiều cao: 23 ft (7,01 m)
- Diện tích cánh: 1.248 ft² (116 m²)
- Trọng lượng rỗng: 38.606 lb (17.548 kg)
- Trọng lượng có tải: 54.000 lb (24.545 kg)
- Động cơ: 4 × Rolls-Royce Merlin 65, 1.635 hp (1.220 kW)  mỗi chiếc

 Hiệu suất bay 
- Vận tốc cực đại: 317 mph (276 knot, 510 km/h) trên độ cao 23.000 ft (7.010 m)
- Tầm bay: 2.890 mi (2.513 hải lý, 4.653 km) với 8.000 lb (3.600 kg) bom
- Trần bay: 27.250 ft (8.300 m)
- Vận tốc lên cao: 1.250 ft/phút (6,4 m/s)

Trang bị vũ khí

- Súng: 4 × pháo 20 mm
- Bom: 15.000 lb (6.800 kg) bom